# Henriëtte Vooys (schaatsen)
Henriëtte Vooys (mei 1973) is een Nederlands langebaanschaatsster.
In 1991 nam Vooys deel aan de NK Afstanden op de 1000, 3000 en 5000 meter.

## Records

### Persoonlijke records[1]
| Afstand    | Tijd    | Datum            | Baan       |
| ---------- | ------- | ---------------- | ---------- |
| 500 meter  | 44,62   | 18 februari 1989 | Heerenveen |
| 1000 meter | 1.27,92 | 15 maart 1990    | Heerenveen |
| 1500 meter | 2.13,33 | 16 februari 1991 | Heerenveen |
| 3000 meter | 4.40,08 | 13 maart 1991    | Heerenveen |
| 5000 meter | 8.03,81 | 15 maart 1991    | Heerenveen |